# Erik Stenbock (1662–1722)
Erik Gustaf Stenbock, född 1662, död 1722 (före 13 november), var en svensk greve, militär, riksråd och generalguvernör.

## Biografi
Erik Stenbock var son till riksrådet och riksamiralen greve Gustaf Otto Stenbock och Christina Catharina De la Gardie. Han var äldre bror till Magnus Stenbock (1665-1717). Han blev student vid Uppsala universitet 1678, var major vid ett fransk kavalleriregemente och blev chef för ett kompani av prinsens av Oranien garde med överstes rang 1688. Stenbock blev därefter generallöjtnant i engelsk tjänst och överkammarherre hos änkedrottning Hedvig Eleonora 1698. Han var chef för Upplands ståndsdragonregemente 1700–1701. Han var bitter att han inte blev utnämnd till generalmajor vid sin återkomst till Sverige och skyllde det på sin bror Magnus. Stenbock erhöll i januari 1720 generalmajors karaktär och i mars samma år generallöjtnants karaktär. Han var innehavare av Torpa stenhus, Åkeshovs slott och Norrharg. Han gravsattes i Torpagraven i Länghems kyrka.
Erik Stenbock gifte sig första gången 1691 med grevinnan Johanna Eleonora De la Gardie (1661–1708), dotter till Pontus Fredrik De la Gardie och Beata Elisabet von Königsmarck, och andra gången 1709 med friherrinnan Ebba Maria Sparre (1663–1740) i hennes andra gifte. Hon var änka efter Bengt Rosenhane samt dotter till Axel Carlsson Sparre och hans andra fru Beata Stenbock. I Erik Stenbocks första äktenskap föddes sju barn. Ende sonen Gustaf Otto (1694–1719) dog som kapten vid Älvsborgs regemente efter hemkomsten från fälltåget i Norge. Även två döttrar dog unga och ogifta. Ulrika Eleonora (1692–1712) gifte sig 1711 med greve Herman Fleming af Liebelitz (1676–1729) i hans första gifte. Dottern Beata Elisabet (1693–1765) gifte sig 1715 med Carl Georg Siöblad. Hedvig Christina (1699–1759) gifte sig 1718 med Arvid Posse. Fredrika Vilhelmina (1701–1723) gifte sig 1720 med greve Nils Brahe (1697–1722).